# Vuelo 257 de Indian Airlines
El vuelo 257 de Indian Airlines fue un vuelo operado el 16 de agosto de 1991 que se estrelló durante su descenso a Imphal, India, matando a las 69 personas que fueron a bordo.
El vuelo, que operaba la ruta Calcuta-Imphal, se estrelló en las colinas Thangjing, a unos 37 kilómetros (23,0 mi) al suroeste del aeropuerto de Imphal. El avión había despegado de Calcuta para operar este corto vuelo a las 12:00 p. m. y había iniciado el descenso al aeropuerto de Imphal sobre las 12:41 p. m.. La visibilidad en aquel momento fue de 7 kilómetros (4,3 mi). El aeropuerto de Imphal perdió contacto con el avión poco después de las 12:45, a unos 1500 metros (4921,3 pies) de altitud en el sistema instrumental de aterrizaje. Los esfuerzos de búsqueda y rescate de vieron dificultadas por las malas condiciones meteorológicas junto con un terreno lodoso y blando.
La causa probable del accidente fue atribuida a un "error por parte del piloto al mando al no haber cumplido con el plan de vuelo y la carta de descenso del ILS así como haber realizado un descenso prematuro a los 10 000 pies (3048 m) y su viraje a la derecha saliendo del curso de vuelo sin haber tomado contacto con el VOR produjo una pérdida de la referencia de tiempo provocando esto que acabasen en el terreno de la colina. Las acciones del piloto a los mandos podrían haberse visto influidos por su extrema familiaridad con el terreno".
Indian Airlines pagó compensaciones a las familias de los fallecidos a razón de 500.000 rupias por cada pasajero adulto y 250.000 por cada niño.